# Marly-le-Roi
Marly-le-Roi – miejscowość i gmina we Francji, w regionie Île-de-France, w departamencie Yvelines.
Według danych na rok 1990 gminę zamieszkiwało 16 741 osób, a gęstość zaludnienia wynosiła 2560 osób/km² (wśród 1287 gmin regionu Île-de-France Marly-le-Roi plasuje się na 178. miejscu pod względem liczby ludności, natomiast pod względem powierzchni na miejscu 578.).

## Miasta partnerskie
- Gura Humorului, Rumunia
- Kita, Mali
- Leichlingen (Rheinland), Niemcy
- Marlow, Wielka Brytania
- Viseu, Portugalia

## Bibliografia

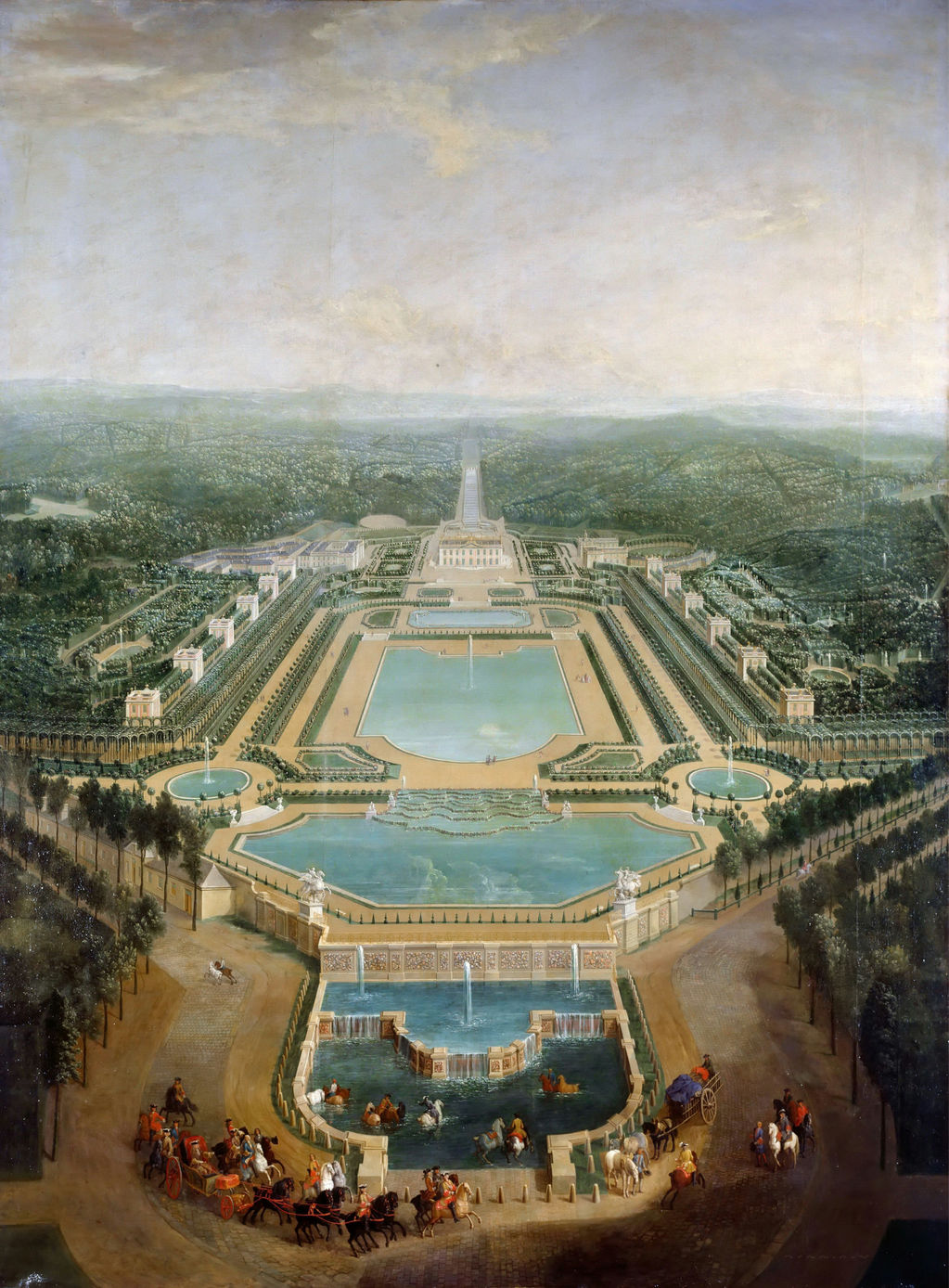
Château de Marly, malował Pierre-Denis Martin w roku 1724